# Oronzo Gabriele Costa
Oronzo Gabriele Costa (Lecce, 26 de agosto de 1787 — Nápoles, 7 de novembro de 1867) foi um zoólogo italiano.

## Publicações
- Fauna Vesuviana (1827).
- Fauna di Aspromonte (1828).
- Fauna del Regno di Napoli.